# Zdeslav (Čistá)
Zdeslav je vesnice, část obce Čistá v okrese Rakovník ve Středočeském kraji. Nachází se asi dva kilometry severozápadně od Čisté. Zdeslav leží v katastrálním území Zdeslav u Rakovníka o rozloze 3,73 km².

## Historie
První písemná zmínka o vesnici pochází z roku 1348.
Ve vsi byly v roce 1932 evidovány tyto živnosti a obchody: obchod s máslem a vejci, elektrárenské družstvo (Elektrizitätsgenossenschft für die Gemeinde Deslawen), hostinec, dva obchody se smíšeným zbožím, velkostatek Závodský, trhovec, dva rolníci, dva mlýny, dva obuvníci, Spar- und Darlehenskassenverein für die Gemeinde Deslawen, trafika, obchod s dobytkem.

## Obyvatelstvo
Při sčítání lidu v roce 1921 zde žilo 230 obyvatel (z toho 112 mužů), z nichž bylo 82 Čechoslováků, 147 Němců a jeden cizinec. Většina se jich hlásila k římskokatolické církvi, ale 49 patřilo k evangelickým církvím a jeden člověk se hlásil k jiným nezjišťovaným církvím. Podle sčítání lidu z roku 1930 měla vesnice 210 obyvatel: 76 Čechoslováků, 129 Němců a pět cizinců. Stále převládala římskokatolická většina, ale žilo zde také dvacet evangelíků, dva členové církve československé a jeden člověk bez vyznání.
| Rok            | 1869 | 1880 | 1890 | 1900 | 1910 | 1921 | 1930 | 1950 | 1961 | 1970 | 1980 | 1991 | 2001 | 2011 | 2021 |
| -------------- | ---- | ---- | ---- | ---- | ---- | ---- | ---- | ---- | ---- | ---- | ---- | ---- | ---- | ---- | ---- |
| Počet obyvatel | 257  | 221  | 188  | 197  | 228  | 230  | 210  | 154  | 132  | 101  | 119  | 100  | 104  | 97   | 72   |
| Počet domů     | 38   | 39   | 45   | 46   | 46   | 43   | 47   | 41   | 35   | 29   | 38   | 44   | 46   | 48   | 47   |

## Obecní správa
Při sčítání lidu v letech 1850–1979 Zdeslav byl samostatnou obcí, se kterým patřil nejprve do okresu Podbořany, ale v roce 1950 v okrese Plasy a od roku 1960 v okrese Rakovník. Od 1. ledna 1980 je částí obce Čistá v okrese Rakovník.
V letech 1850–1885 k obci patřily Kůzová a Nová Ves a od 12. června 1960 do 31. prosince 1979 k obci patřily Křekovice.

## Pamětihodnosti
Ve vsi stojí barokní socha svatého Prokopa s podstavem, na jehož čelní straně je reliéf svaté Kateřiny, zatímco ostatní strany zdobí pouze obdélná zrcadla s vykrojenými rohy. Na podstavci leží užší postament, který se směrem nahoru dále zužuje do kónického tvaru. Zdobí jej podvinuté palmetové listy a na zadní straně je vyryt nápis s letopočtem 1710 nebo 1713. Samotná socha svatého Prokopa má ruce spojené na prsou, pozvednutou hlavu a ďábla u nohou. Celková výška díla dosahuje asi čtyři metry. Socha je silně zvětralá a ohrožuje ji v bezprostřední blízkosti rostoucí lípa.